# Нижний Мерхеул
Нижний Мерхеу́л или Квемо-Мерхеу́ли (абх. Ҵаҟатәи Мархьаул, груз. ქვემო მერხეული) — село в Абхазии, в Гулрыпшском районе частично признанной Республики Абхазия, согласно административному делению Грузии — в Гульрипшском муниципалитете Абхазской Автономной Республики. К северо-востоку расположено село Мерхеул.

## Население
В 1959 году в селе жили в основном армяне (в Мачарском сельсовете в целом — 4209 человек, в основном армяне, грузины и русские). В 1989 году в селе жило 755 человек, в основном грузины и армяне.